# Ударник (кинотеатр)
«Уда́рник» — ныне недействующий московский кинотеатр, построенный в 1927—1931 годах в стиле конструктивизма. 
Является частью архитектурного комплекса «Дом правительства», расположенного на Болотном острове в районе Якиманка (входит в состав объекта культурного наследия регионального значения «Комплекс „Дом правительства“», также известного как Дом ЦИК и СНК СССР или Дом на набережной). 
Находится в юго-восточной части комплекса, со стороны Болотной набережной. Адрес кинотеатра: ул. Серафимовича, 2 (до 1933 года — Всехсвятская улица).
Ближайшие станции метро —  Боровицкая,  Кропоткинская,  Полянка,  Октябрьская. Вблизи кинотеатра расположена остановка «Болотная площадь» (до октября 2021 года — «Кинотеатр „Ударник“»), где останавливаются автобусы м1, м9, 297, С920, н11, е10.

## Архитектурные особенности
Здание в стиле конструктивизма общей площадью 5,6 тыс. м² знаменито своей ступенчатой крышей. 
На некоторых архитектурных эскизах Бориса Иофана, относящихся, вероятнее всего, к позднему этапу строительства кинотеатра (1930—1931 годы), отчетливо обозначен (изображен) световой фонарь в центре полуцилиндрической кровли зрительного зала. В одном из отчетов в адрес комиссии Наркомата финансов, проводившего ревизию расходования средств на постройку Дома ЦИК и СНК, за подписью самого Иофана упоминается «раздвижной металлический световой фонарь», сооруженный в кровле кинотеатра в первой половине 1931 года. Однако на данный момент историкам не удалось выявить каких-либо документальных свидетельств функционирования светового фонаря в кровле кинотеатра после начала его эксплуатации.
Во внутреннем оформлении кинотеатра прослеживаются черты классического стиля: колонны, порталы, балконы и люстры в стиле «сталинский ампир». 
В 1987 году кинотеатр «Ударник» в составе «Дома правительства» решением Мосгорисполкома был признан памятником архитектуры и включен в состав объектов культурного наследия регионального значения (ЕГРОКН 771420967870005).

## Внутреннее устройство

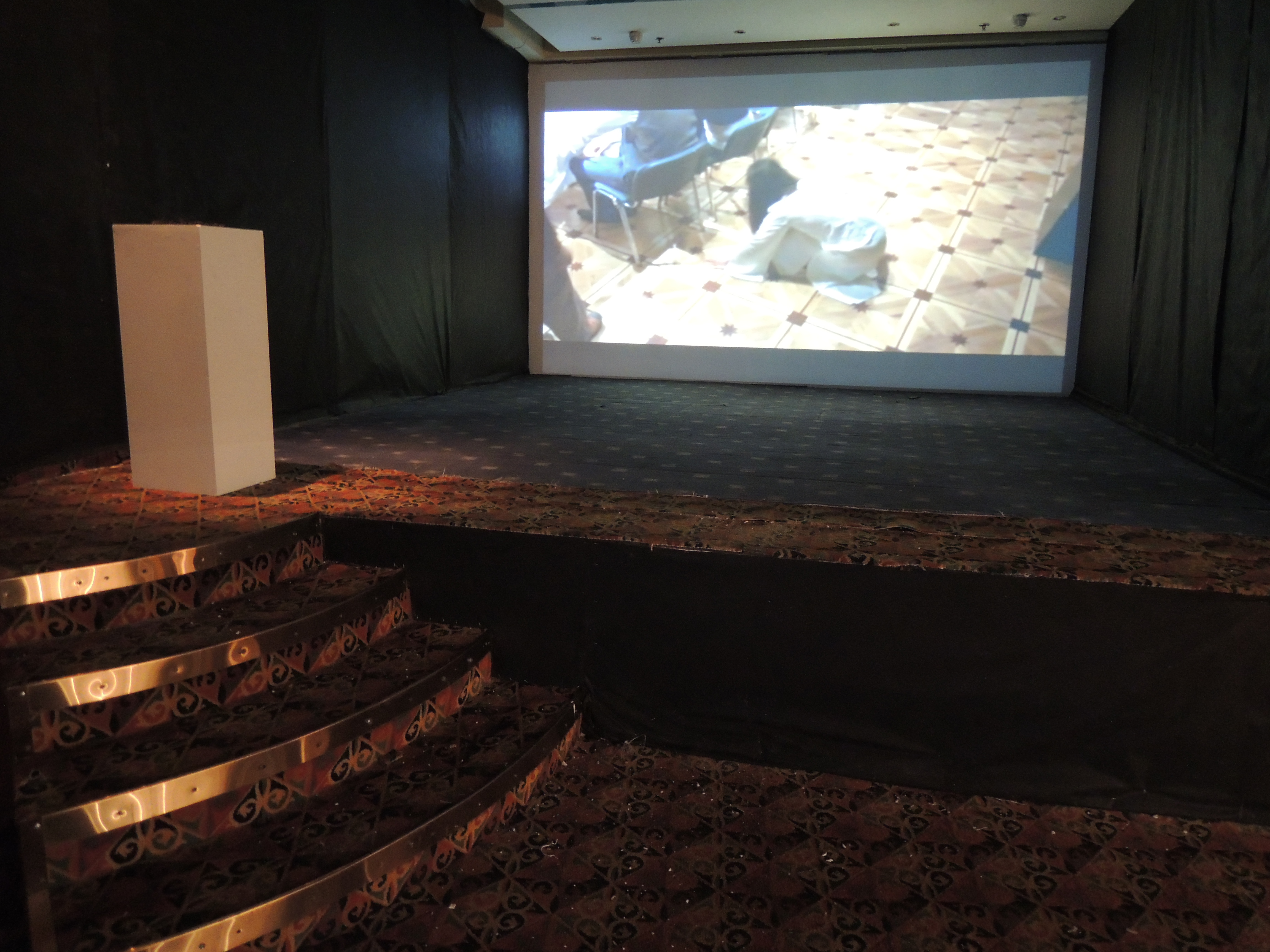
Зал кинотеатра, 2012 год

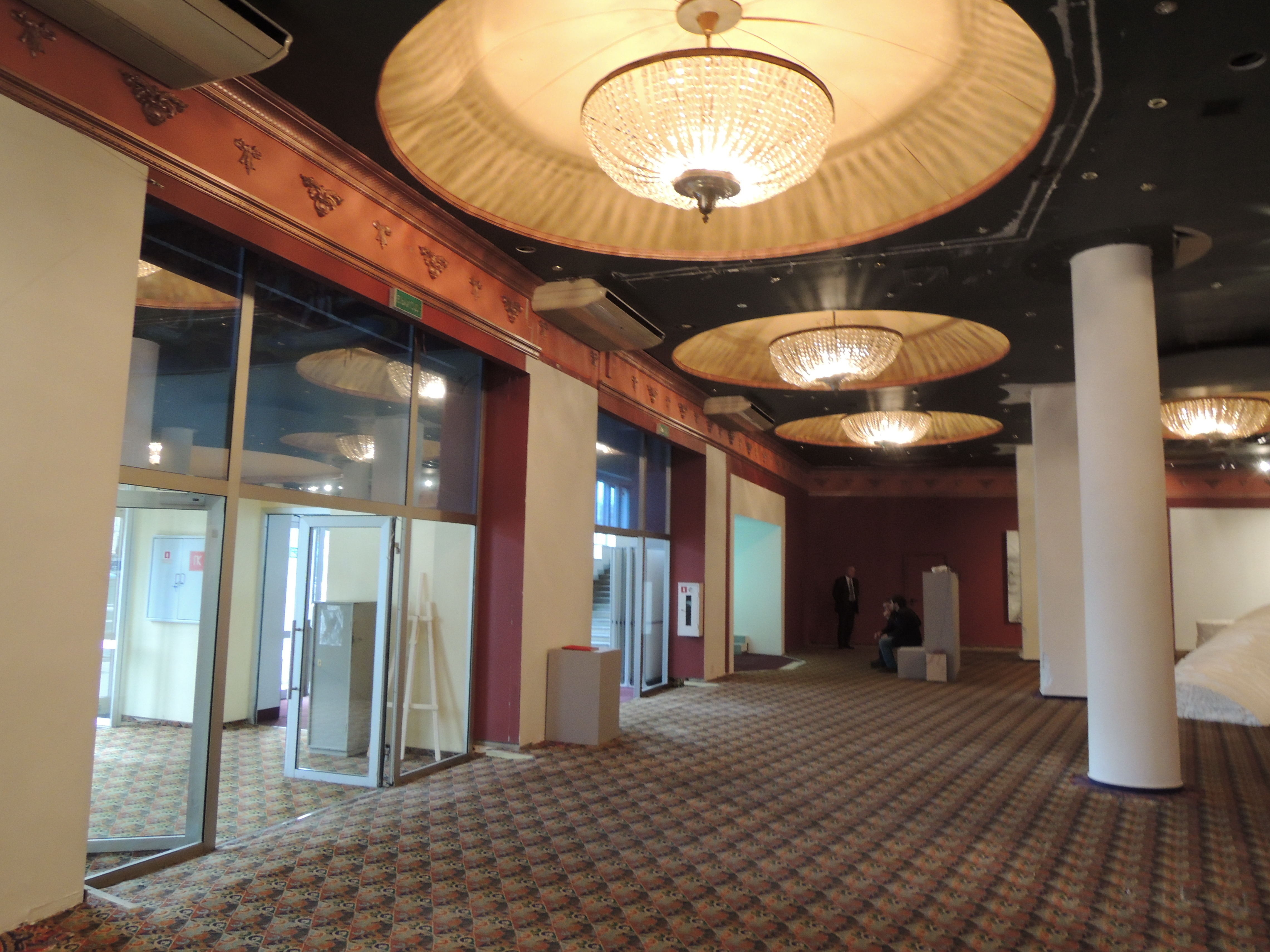
Интерьер кинотеатра, 2012 год

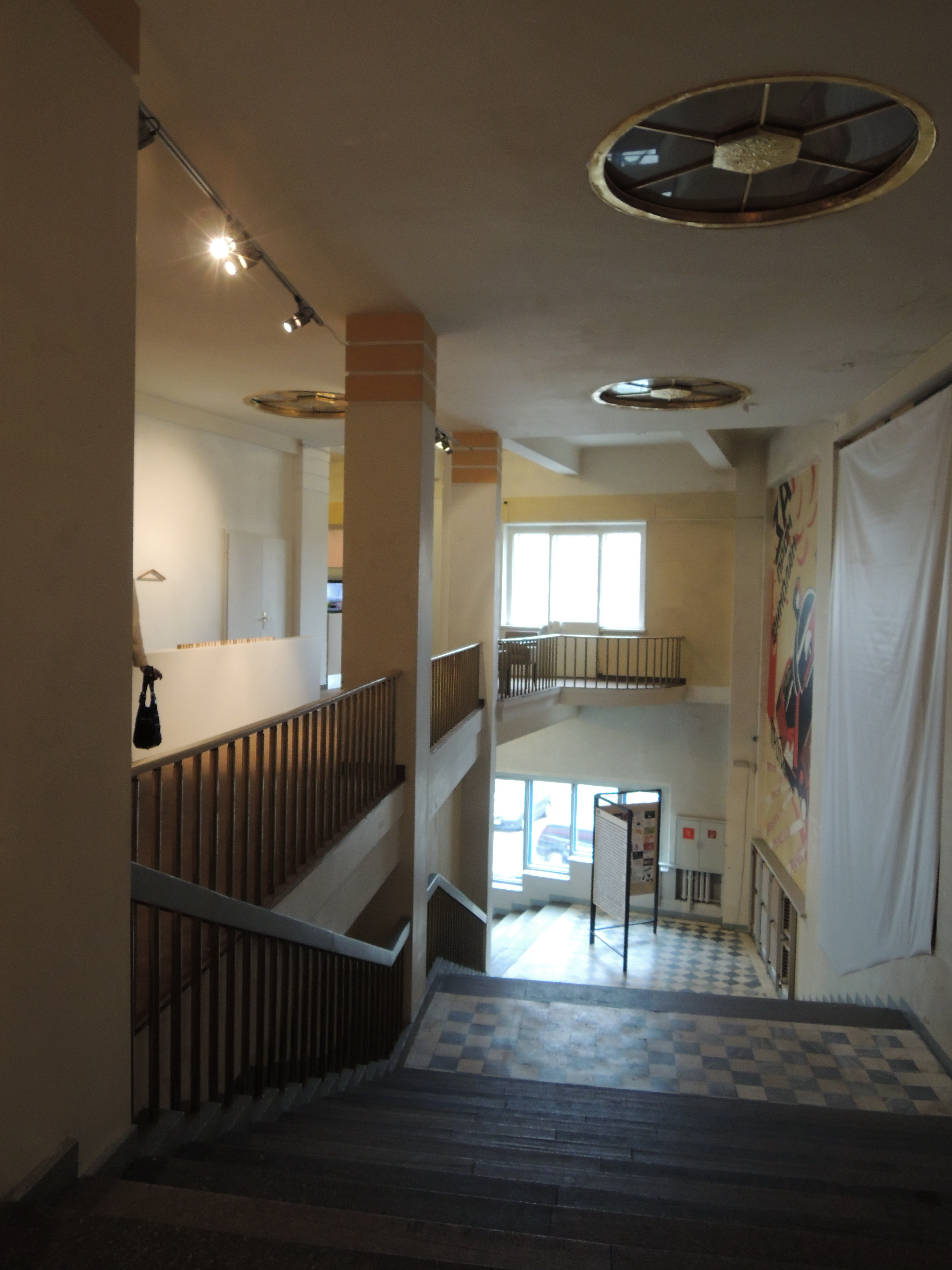
Лестница кинотеатра, 2012 год

Здание имеет четыре этажа без учёта надстройки и цокольного этажа (подвала). На цокольном этаже располагались танцевальная площадка и буфет.
В фойе на первом этаже была устроена эстрада для выступления музыкальных групп и исполнителей перед показами. На другом конце фойе было организовано место для показа документальных и агитационных фильмов «на просвет» — с расположением кинопроектора сзади экрана. Центральное фойе имеет оригинальный куполообразный потолок с декоративными углублениями — кессонами, благодаря чему создается уникальная акустика.
Зрительный зал на 1500 человек располагался на втором этаже. В зале были балкон и ложи для почётных гостей. Также в кинотеатре была предусмотрена детская комната, в которой можно было оставить детей под присмотром няни на время сеанса.
Отдельные помещения были отведены под читальный и лекционные залы.
В отделке был использован мрамор, на пол уложен паркет.

## История

### Проектирование и строительство
Построен вместе с Домом правительства по проекту Бориса Иофана. Проектирование комплекса началось в январе 1927 года, в первоначальном плане строительство кинотеатра не было предусмотрено. Место застройки менялось несколько раз и только в июне 1927 года было принято окончательное решение — для строительства «дома для ответственных работников ЦИК и СНК Союза ССР, ВЦИК и СНК РСФСР» определить участок на правом берегу р. Москвы, на «Болоте». 
Из-за слабости верхних слоёв грунта было спроектировано искусственное основание на более чем трёх тысячах железобетонных сваях, на этих сваях должна была лечь под фундамент бетонная подушка в 1 метр толщиной.
В середине декабря 1927 года проект постройки рассматривался и был одобрен в Замоскворецком райсовете. В разработке принимал участие брат Бориса Иофана — Дмитрий Михайлович Иофан. В окончательный проект уже был включён кинотеатр в виде отдельного павильона (до 1920-х годов, в эру немого кино, кинозалы обычно устраивали на первых этажах домов, в 20-е — 30-е же годы, с развитием кинематографа, новые звуковые кинотеатры стали возводить как отдельно стоящие здания).
29 апреля 1928 года конторой московского губернского инженера было выдано разрешение на производство строительных работ, которые поручили Госпромстрою (ранее «Лесострой»). 
По первоначальному плану 10-й корпус (кинотеатр) должны были сдать к октябрю 1929 года. Однако сроки постоянно сдвигались. В период проектирования и во время самого строительства комплекса в 1928—1931 годах Иофан неоднократно изменял проект кинотеатра, в частности его экстерьеров и конфигурации купола (кровли). 
Первая очередь «Дома правительства» — жилые корпуса 4—7, кинотеатр и универмаг — были сданы только в феврале 1931 года.
Открытие
Согласно новостным заметкам выходивших в Москве газет, самый большой в СССР звуковой кинотеатр «Ударник» с залом на 1500 мест был торжественно открыт для москвичей и гостей столицы на XIV годовщину празднования Октябрьской революции — 7 ноября 1931 года, первым публичным сеансом в 12 часов дня. Первым демонстрировавшимся в кинотеатре фильмом стал один из первых советских звуковых художественных фильмов «Златые горы» режиссёра Сергея Юткевича киностудии «Межрабпомфильм». По сообщениям газет, на открытии кинотеатра присутствовало «множество иностранных гостей». 
Через месяц, в декабре 1931 года в кинотеатре начался прокат следующего советского звукового фильма «Путёвка в жизнь» режиссёра Николая Экка.

### Советское время
«Ударник» стал первым кинотеатром, созданным специально для звукового кино. 
За 1934 год «Ударник» посетили 1,22 млн человек. 
Долгие годы оставаясь самым крупным кинотеатром Москвы с залом вместимостью 1500 человек, он несколько десятилетий носил неофициальный титул главного кинотеатра страны. Это послужило причиной выбора «Ударника» для проведения первого советского кинофестиваля в 1935 году. Фестиваль одновременно проводился в двух местах: в Доме кино (рабочие закрытые просмотры для иностранных участников фестиваля и творческих советских работников) и в кинотеатре «Ударник» (показы для общественности). Фестиваль был учреждён по распоряжению Иосифа Сталина, председателем жюри стал Борис Шумяцкий. Среди участников были киностудии СССР, Великобритании, Венгрии, Италии, Китая, США, Польши, Франции, Чехословакии. Первый приз получила киностудия «Ленфильм» за фильмы «Чапаев», «Юность Максима» и «Крестьяне». В 1930-е и 1940-е годы традиция фестиваля была прервана почти на четверть века.
Ежедневно давали по 8—9 киносеансов, билеты на которые были самыми дорогими в столице.
Кинотеатр стал главной премьерной площадкой столицы, здесь состоялись лучшие отечественные премьеры: «Тихий Дон», «Бесприданница», «Весёлые ребята», «Чапаев», «Путёвка в жизнь», «Цирк». 
В годы Великой Отечественной войны кинотеатр продолжал работать. В 1942 году в «Ударнике» прошёл показ фильма «Разгром немецких войск под Москвой». 
А в 1944 году состоялась премьера фильма «В 6 часов вечера после войны» режиссёра Ивана Пырьева:

Самым запоминающимся был поход с отцом в 1944 году в кинотеатр «Ударник» на пырьевскую премьеру фильма «В шесть часов вечера после войны». Площадь перед кинотеатром была забита людьми, мы шли, протискиваясь в толпе. Отцу было непросто: вернувшийся с войны без ноги, он был на костылях. Особенно потрясало то, что война еще шла, а Пырьев уже снял кино про Победу.
— Марина Тарковская
В 1958 году «Ударник» стал местом проведения первого Всесоюзного кинофестиваля. 
В 1959 году по инициативе Екатерины Фурцевой было решено возобновить Московский кинофестиваль и его главной площадкой стал «Ударник». За годы проведения ММКФ с 1959 по 2001 годы здесь побывали Радж Капур, Джина Лоллобриджида и другие звёзды. 
Помимо ММКФ в «Ударнике» проводились фестивали кино разных стран и показы зарубежных внеконкурсных фильмов.
В 1959 году в кинотеатре был создан совет содействия — клуб любителей кино, который проводил лекции, конференции, организовывал встречи зрителей с режиссёрами и драматургами. Каждый год совет делал анкетный опрос зрителей и определял лучшие фильмы, режиссёров, актеров и сценаристов.
С 1961 года ведётся книга учёта почетных гостей. В ней есть такие фамилии, как Сергей Михалков, Михаил Ромм, Леонид Утесов, Иннокентий Смоктуновский, Григорий Александров, Сергей Бондарчук, Булат Окуджава, Василий Шукшин, Андрей Тарковский, Элем Климов.
В 1972 г. кинотеатр пережил первую большую реконструкцию: изменили фойе, убрали читальный зал и детскую комнату, также закрыли балкон, изменив количество мест до 1200.

### Постсоветское время
После распада СССР кинотеатры переживали трудные времена. «Ударник» оказался в бедственном положении. Чтобы выжить, помещения стали сдавать в аренду. В фойе два года проходили «вещевые ярмарки». 
В 1994 году кинотеатр арендовала компания «ЛогоВАЗ»: хотя наверху, в кинозале, продолжались кинопоказы, фойе заняла выставка-продажа элитных автомобилей, один из первых в Москве автосалонов.
В 1996 году в кинотеатре была проведена реконструкция, в ходе которой было установлено более современное оборудование, включая звуковую систему Dolby Digital. В кинотеатрах вновь стали осуществляться показы. Количество мест в зрительном зале было уменьшено до 735.
В 2000-е годы «Ударник» являлся кинотеатром, казино и центром современного искусства. 
В 2005 г. «Ударник» арендовала сеть «Каро-фильм»; в фойе первого этажа был устроен зал игровых автоматов, на цокольном этаже разместилось казино и тотализатор: 13 карточных и 17 рулеточных столов (управляющая компания — международный холдинг Storm International). Гигантское сквозное пространство разделили перегородками, интерьер отделали в «псевдоегипетском стиле». Для VIP-гостей сделали отдельный вход. К зданию подвели лифт специально для ресторана, открывшегося на третьем этаже. 
В 2009 году в России вышел закон об игорном бизнесе и игровой зал в «Ударнике» закрылся. Содержать всё здание с единственным кинозалом оказалось нерентабельным. В 2010 году компания «Каро» решила остановить работу кинотеатра.

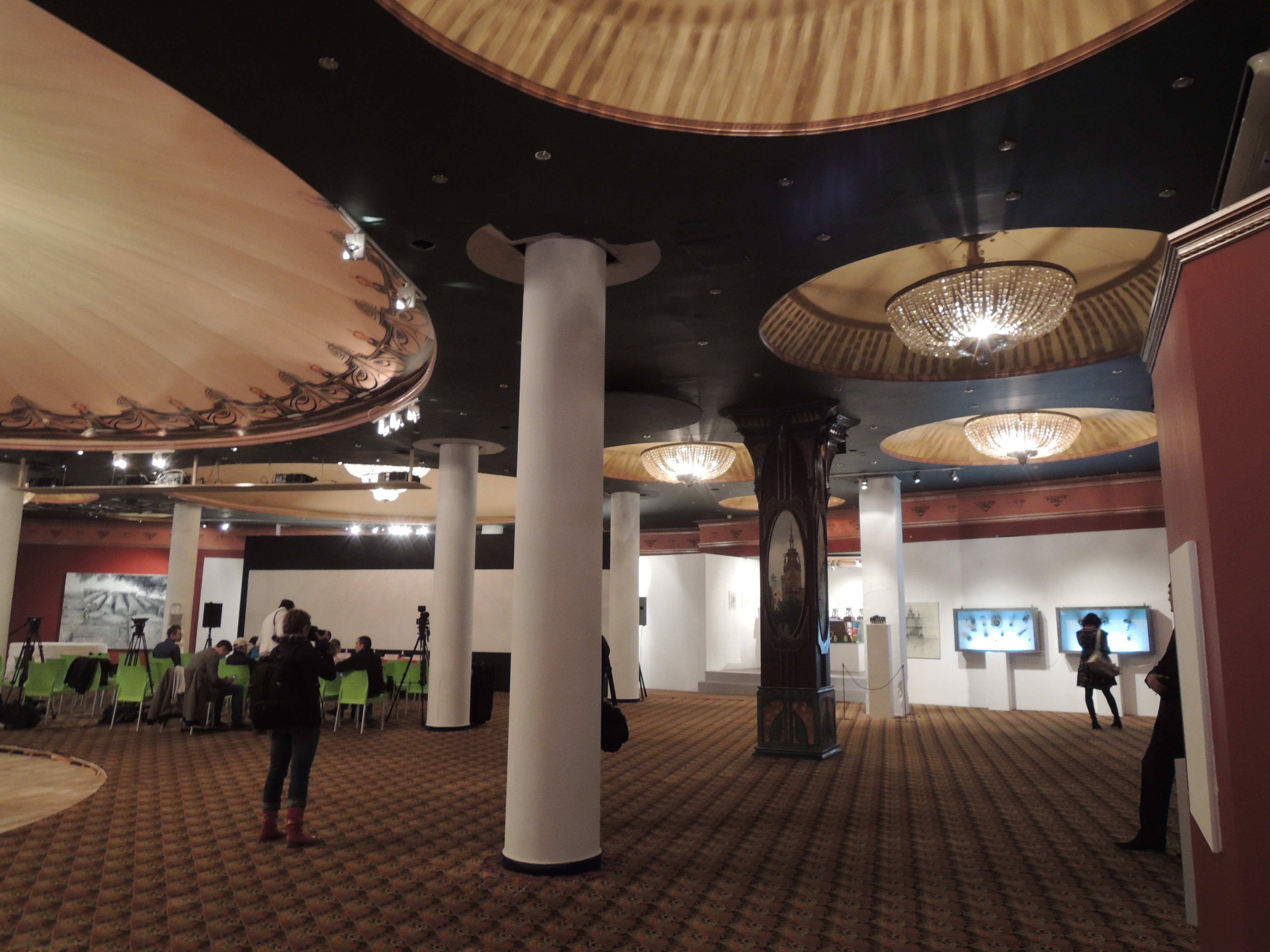
Интерьеры «Ударника» во время выставки «Премия Кандинского», 25.10.2012; со стен уже частично снята более поздняя отделка казино и возвращены оригинальные конструктивистские мотивы

В ноябре 2011 года представители компании сообщили о разработке проекта технической модернизации зала и превращению кинотеатра в концертный зал «Мега Холл».
В 2012 году новым арендатором «Ударника» стал Международный Культурный фонд Breus Foundation (Фонд Шалвы Бреуса). 1 марта 2012 года было объявлено о планах Шалвы Бреуса по созданию в здании кинотеатра «Ударник» музея современного искусства. 25 октября 2012 года на открытии выставки номинантов Премии Кандинского прошла презентация нового «Ударника» — музейно-выставочного комплекса и современного арт-пространства. С этого времени в помещениях кинотеатра проводятся выставки современного искусства и культурные мероприятия.
В 2014 году Breus Foundation предпринял попытку сделать в здании Музей современного российского искусства. Для этого был объявлен конкурс на разработку проекта, к котором приняли участие архитектурные бюро из Японии, Европы и США. Победителями стали бельгийские архитекторы из бюро Robbrecht en Daem Architecten, однако проект не был воплощён.
В июне 2015 года московские власти выставили кинотеатр на торги, назначив стартовую цену — 559,9 млн рублей. Довольно скоро аукцион был отменён, потому что Министерство культуры тогда не утвердило новую форму охранного обязательства собственника объекта культурного наследия.
В конце 2016 года Госфильмофонд официально обратился к ГБУ «Финансово-хозяйственное Управление Мэрии Москвы», в ведении которого «Ударник» находится с 2013 года, с просьбой передать ему в управление здание кинотеатра для создания музея российского кинематографа. 
По словам гендиректора фонда Николая Бородачёва — ответа на обращение не было, а управление сообщило, что никаких документов от Госфильмофонда не получали; в планах управления было продолжить сдавать помещения «Ударника» в аренду. 
На 2017 год у здания было три арендатора, основной — компания «Найс Коломна», которая входит в структуру фонда Breus Foundation.
В конце 2017 года договор аренды между Правительством Москвы и Фондом Breus Foundation был расторгнут, фонд покинул здание «Ударника».

### Возрождение кинотеатра

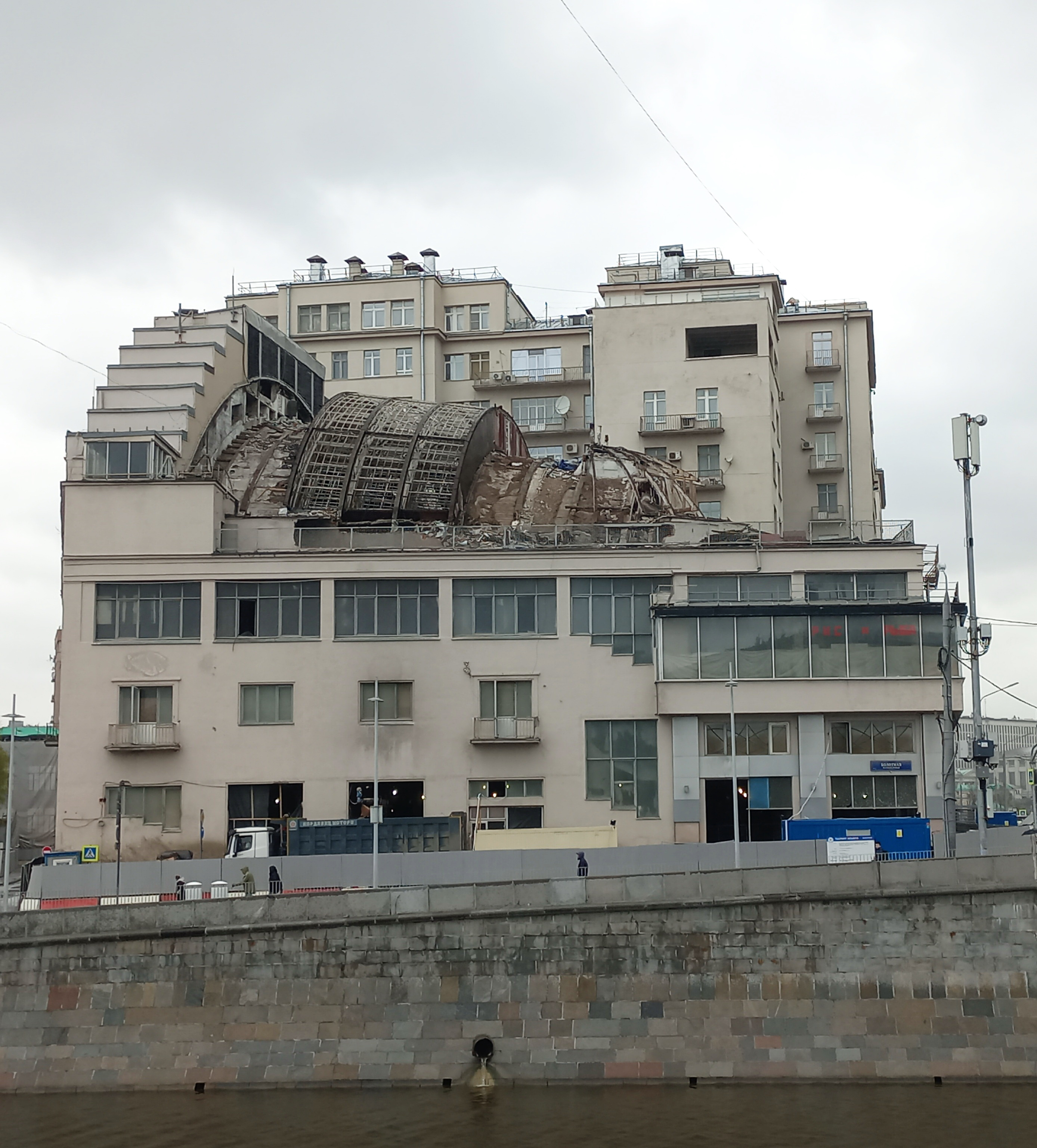
Аварийное состояние кровли весной 2024 года

27 января 2023 года стало известно, что «Ударник» восстановят как фестивальный и премьерный кинотеатр. По информации газеты «Ведомости», собственником здания кинотеатра «Ударник» стало подконтрольное бизнесмену Леониду Михельсону ООО «ГЭС-2». 
7 августа 2023 года Мэр Москвы Сергей Собянин сообщил в своем Telegram-канале о том, что реставрация «Ударника» начнется уже в 2023 году.
Открытие кинотеатра планируется в 2027 году. 